# Mantingan Tengah
Mantingan Tengah is een bestuurslaag in het regentschap Pati van de provincie Midden-Java, Indonesië. Mantingan Tengah telt 1910 inwoners (volkstelling 2010).